# Пинки (порноактриса)
Пинки (англ. Pinky, настоящее имя Сара Мирабелли (англ. Sarah Mirabelli); род. 24 июня 1982, Окленд, США) — американская порноактриса. Член Зала славы Urban X Award.

## Биография
Родилась 24 июня 1982 года в Окленде, штат Калифорния, США. Её отец — италоамериканец, а мать — афроамериканка.
Танцевала в стриптиз-клубе.

### Карьера в порнофильмах
Дебютировала в порно в 2006 году.
В 2008 году номинирована на премию Urban Spice Awards («Лучшая исполнительница», «Лучшая оральная исполнительница» и «Biggest Ass in Porn»). В 2009 году номинирована на премию AVN Awards («Unsung Starlet of the Year»). В 2017 году включена в Зал славы Urban X Awards. В 2019 году номинирована на премию Urban X Award («Лучший женский сайт» и «Звезда года в социальных медиа»).
Сотрудничала со студиями, как Evil Angel, Bang Bros и другими.
По состоянию на июль 2019 года снялась в 165 порнофильмах.

## Личная жизнь
Является бисексуалкой.

## Награды и номинации
| Год  | Премия             | Номинация                       | Фильм | Результат |
| ---- | ------------------ | ------------------------------- | ----- | --------- |
| 2008 | Urban Spice Awards | Лучшая исполнительница          |       | Номинация |
| 2008 | Urban Spice Awards | Лучшая оральная исполнительница |       | Номинация |
| 2008 | Urban Spice Awards | Biggest Ass in Porn             |       | Номинация |
| 2009 | AVN Awards         | Unsung Starlet of the Year      |       | Номинация |
| 2019 | Urban X Award      | Лучший женский сайт             |       | Номинация |
| 2019 | Urban X Award      | Звезда года в социальных медиа  |       | Номинация |